# Saint-Pair-sur-Mer
Saint-Pair-sur-Mer é uma comuna francesa na região administrativa da Normandia, no departamento Mancha. Estende-se por uma área de 14,42 km². Em 2010 a comuna tinha 4 201 habitantes (densidade: 291,3 hab./km²).